# Nicole Barnhart
Nicole Renee Barnhart (née le 19 octobre 1981 à Pottstown, en Pennsylvanie) est une joueuse de soccer américaine évoluant au poste de gardienne de but. Internationale américaine (53 sélections depuis 2006).

## Biographie

### Carrière en club
Barnhart grandit à Gilbertsville, en Pennsylvanie. De 2000 à 2004, elle étudie à l'université Stanford et joue pour le Stanford Cardinal. Elle est nommée sur l'équipe d'étoiles all-Pacific-10 Conference en 2002, 2003 et 2004. Elle détient le record féminin pour la moyenne de buts encaissés (0,41) par match dans son club Stanford Cardinal. À la fin de ses études universitaires, elle évolue une saison pour California Storm dans la Women's Premier Soccer League.
Lors de la création de la Women's Professional Soccer en 2009, Barnhart est sélectionnée par le Football Club Gold Pride. Elle joue les saisons 2009 et 2010. Sa saison 2010 est très solide et elle contribue à la conquête du championnat de la ligue. À l'inter-saison 2010-2011, les propriétaires du FC Gold Pride annoncent que l'équipe a des pertes de 5 millions $ sur deux ans et va cesser ses activités. Barnhart est alors recrutée par Philadelphia Independence. Elle y joue la saison 2011.
Le 11 janvier 2013, elle est mise à disposition du FC Kansas City, jouant dans la nouvelle National Women's Soccer League.

### En sélection nationale
Sa première apparition pour l'équipe nationale des États-Unis est dans un match contre le Mexique le 16 octobre 2004. Depuis, elle est plutôt dans le rôle de gardienne remplaçante. Elle est la troisième gardienne des États-Unis à la Coupe du monde féminine 2007 à attendre sur le banc en cas de blessures de Hope Solo et de Briana Scurry. Malgré tout, Barnhart est le héros de la finale CONCACAF 2008 contre le Canada. Elle arrête un penalty qui permet à son équipe de gagner le tournoi et de se qualifier pour les Jeux olympiques de 2009. Elle est dans l'équipe américaine médaillée d'or lors de ces Jeux même si elle n'a pas joué un seul des 5 matchs. Barnhart participe à la Coupe du monde 2011 en Allemagne, où les Américaines sont finalistes. Elle fait partie de l'équipe américaine sacrée championne olympique aux Jeux olympiques d'été de 2012.

### Carrière d'entraîneur
Lors de la saison 2011, elle est entraîneur-adjoint du Cardinal de Stanford évoluant dans la première division NCAA. 